# Войны Обамы
«Во́йны Оба́мы» (англ. Obama’s Wars) — книга, написанная журналистом-расследователем, лауреатом Пулитцеровской премии Бобом Вудвордом. Была опубликована издательством Simon & Schuster и выпущена 27 сентября 2010 года.

## Описание
В книге основное внимание уделяется внутренним дебатам и разногласиям внутри администрации Обамы по поводу участия США в войнах в Ираке и Афганистане. В ней говорится, что высшие советники президента Барака Обамы не принимают более активного участия в стратегии войны в Афганистане, чем считалось ранее. В книге утверждается, что Обама выступает за стратегию вывода войск из Афганистана и продвижения долгосрочного процесса строительства и укрепления афганского государства, при этом военная элита лишь предлагала планы по увеличению численности американских войск в этой стране.
Обама показан в постоянном конфликте со многими военнослужащими, в частности с председателем Объединённого комитета начальников штабов, адмиралом Майком Малленом и командующим войсками США и НАТО в Афганистане, генералом Дэвидом Петреусом. Президент США безуспешно запрашивает у них планы и рекомендации по скорейшему прекращению войны и выводу американских войск из Афганистана. Автор книги подробно прослеживает эти конфликты на основе более чем 20 секретных встреч и почти 40 частных бесед между Обамой, членами его кабинета, его советниками и представителями разведки.
Боб Вудворд цитирует генерала Петреуса, который заявил, что его поколению придётся сражаться в этой войне до конца своей жизни, и, возможно, его детям. В книге описывается, что у президента Афганистана Хамида Карзая биполярное расстройство. Вудворд сообщает, что посол США в Афганистане Карл Эйкенберри заявил, что афганский лидер был непредсказуем, так как он то принимает лекарства, то нет.

## Критика
В комментариях, сделанных прессе 22 сентября 2010, пресс-секретарь Белого дома Роберт Гиббс ответил на книгу, заявив: «Я скажу, что я думаю, что книга изображает продуманный, энергичный политический процесс, который привёл нас к стратегии, которая даёт нам наилучшие шансы на достижение наших целей и задач в Афганистане». Он также прокомментировал: «Я надеюсь, что люди прочитают всю книгу и увидят, что у нас была политика, которая… и ситуация в Афганистане, которой не уделялось должного внимания в течение 7 лет, которая остро нуждалась в ресурсах и отчаянно нуждалась в новых идеях и новой стратегии. И президент снова руководил процессом, который был вдумчивым и преднамеренным и сосредоточенным на том, чтобы найти то, что было бы нашим лучшим шансом на успех».
В своём видео под названием «Послание к американскому народу» Усама бен Ладен рекомендует прочитать эту книгу, чтобы получить представление о неправильном ведении войн в Ираке и Афганистане президентом Бараком Обамой.
Карлос Лосада из The Washington Post обратился к Вудворду за его реакцией на то, что «Войны Обамы» была одной из книг, извлечённых морскими котиками из последнего убежища Усамы бен Ладена в Абботтабаде после того, как его убили в 2011 году. Лосада процитировал комментарий Вудворда о том, что если бы Усама бен Ладен прочитал его книгу более внимательно, он бы вернулся в свою горную пещеру. Для продвижения своей книги Вудворд также дал интервью ведущей ABC News Дайан Сойер, а также журналисту PBS Чарли Роузу.
Московский внешнеполитический эксперт Андрей Пионтковский прокомментировал отрывки из книги Боба Вудворда следующим образом: «Что-то очень неладное творится с афганской стратегией Обамы, это было ясно давно. И книга Вудворда это подтвердила. Совершенно ясно, что Обама твёрдо настроился на уход из Афганистана. <…> Я прочёл внимательно и эти выдержки, и три его [Боба Вудворда] прежние книги по войнам предыдущих президентов. Он не стремится влиять на стратегию. Он вообще считает себя величайшим гуру. <…> Но в конце книги Вудворд приводит полный, достоверный текст меморандума Обамы от декабря прошлого [2009] года, где президент формулирует цели и методы ведения войны. В любой текущей войне — это ценнейшая информация для противника».